# Marcelo Piñeyro
Pour les articles homonymes, voir Piñeyro.
Marcelo Piñeyro est un metteur en scène de théâtre, scénariste, et réalisateur argentin, né le 5 mars 1953  à Buenos Aires (Argentine), 

## Biographie
Marcelo Piñeyro s'est imposé comme l'un des grands réalisateurs du cinéma argentin en proposant un cinéma moderne. Il a obtenu le prix Goya pour son film Vies brûlées (Plata quemada) et a réalisé un film en 1993 sur Tanguito, un mythe du rock argentin.

## Filmographie
- 1995 : Caballos salvajes
- 1997 : Cenizas del paraiso
- 1998 : Sidoglio Smithee
- 1998 : Vies brûlées (Plata Quemada)
- 2001 : Historias de Argentina en vivo
- 2001 : Kamchatka
- 2005 : La Méthode (El método)
- 2009 : Las viudas de los jueves (es)
- 2013 : Ismael
- 2021 : El reino (série télévisée créée avec Claudia Piñeiro)

## Récompenses
- 2000 : Prix Goya du meilleur film étranger en langue espagnole